# Akita Masters
Das Akita Masters (auch Japan Masters genannt) ist eine offene internationale Meisterschaft von Japan im Badminton. Es wurde erstmals 2018 ausgetragen.

## Sieger
| Saison    | Herreneinzel        | Dameneinzel       | Herrendoppel                                        | Damendoppel                      | Mixed                      |
| --------- | ------------------- | ----------------- | --------------------------------------------------- | -------------------------------- | -------------------------- |
| 2018      | Sitthikom Thammasin | Sayaka Takahashi  | Akbar Bintang Cahyono Mohamed Reza Pahlevi Isfahani | Ayako Sakuramoto Yukiko Takahata | Kohei Gondo Ayane Kurihara |
| 2019      | Firman Abdul Kholik | An Se-young       | Ou Xuanyi Zhang Nan                                 | Ayako Sakuramoto Yukiko Takahata | Ko Sung-hyun Eom Hye-won   |
| 2020 2024 | nicht ausgetragen   | nicht ausgetragen | nicht ausgetragen                                   | nicht ausgetragen                | nicht ausgetragen          |